# آریامن (ساتراپ کاپادوکیه)
آریامن یکم (یونانی باستان: Ἀριάμνης Ariámnēs؛ (حکومت از ۳۶۲–۳۵۰ پ.م.) ساتراپ کاپادوکیه تحت فرمانروایی شاهنشاهی هخامنشی بود.  دیودور سیسیلی، پسر داتامش و پدر آریارات یکم و برادر اوروفرنس (هولوفرنس) بود، دیودور می‌گوید که آریامن پنجاه سال حکومت کرد. پسرش آریارات یکم نیز ساتراپ بعدی کاپادوکیه بود.